# Nanpantan
Nanpantan – wieś w Anglii, w hrabstwie Leicestershire, w dystrykcie Charnwood. Leży 16 km na północny zachód od miasta Leicester i 158 km na północny zachód od Londynu.